# Blechnum cordatum
El helecho costilla de vaca (Blechnum cordatum), también conocido como palmilla, quilquil  e iquide,  es una especie de helecho de la familia  Blechnaceae. Es nativo de Chile. También se encuentra en las zonas vecinas de Argentina y las islas de Juan Fernández.

## Descripción
Es un helecho que alcanza un tamaño de 0.9-1.8 metros, a menudo se desarrolla con apariencia similar a un tronco. Las hojas fértiles están más erguidas, con pinnas más estrechas, que los infértiles.
Esta planta ha ganado el Premio al Mérito Garden de la Royal Horticultural Society.

## Taxonomía
Blechnum cordatum fue descrita por (Desv.) Hieron. y publicado en Hedwigia 47: 239. 1908.
Sinonimia
- Blechnum arborescens (Klotzsch) Hieron.
- Blechnum capense Burm. f.
- Blechnum chilense (Kaulf.) Mett.
- Blechnum chilense var. reedii Phil.
- Blechnum gilliesii (Hook. & Grev.) Mett.
- Blechnum ornifolium (C. Presl) Ettingsh.
- Blechnum peruvianum Hieron.
- Blechnum raddianum Rosenst.
- Blechnum regnellianum C. Chr.
- Blechnum sylvaticum
- Lomaria arborescens Klotzsch
- Lomaria brasiliensis Raddi
- Lomaria chilensis Kaulf.
- Lomaria cordata Desv.	basónimo
- Lomaria gilliesii Hook. & Grev.
- Lomaria ornifolia' C. Presl
- Lomaria procera Spreng.
- Lomaria serrulosa Desv.[5]